# 青河镇 (青河县)
青河镇，是中华人民共和国新疆维吾尔自治区阿勒泰地区青河县下辖的一个乡镇级行政单位。

## 行政区划
青河镇下辖以下地区：
团结东路社区、文化南路社区、友好南路社区、文化北路社区、民主北路社区、阿克朗克村、肯莫依纳克村和菜队村。